# Creences modernes de la Terra plana

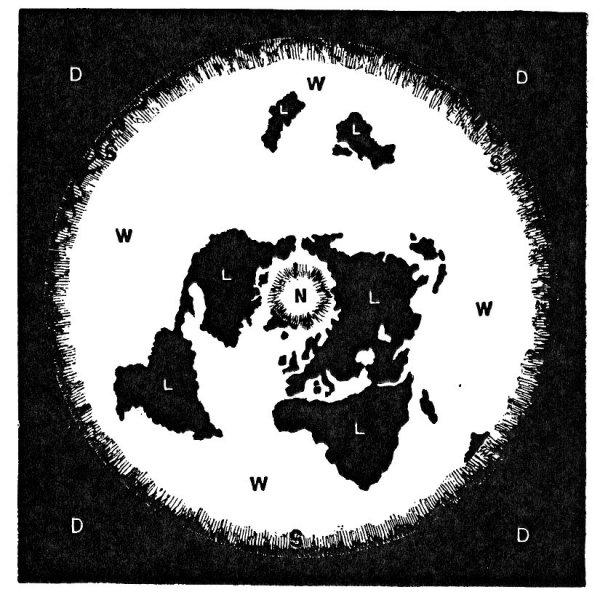
Mapa de la Terra plana de Rowbotham

Les  pseudocientífiques creuen que la Terra plana són promogudes per diverses organitzacions i individus. Les afirmacions dels defensors actuals de la Terra plana no es basen en el coneixement científic. Aquestes afirmacions són contràries a més de dos mil·lennis de consens científics basat en múltiples línies d'evidència que confirmen que la Terra és esfèrica. Algunes de les creences de la Terra plana són classificades pels experts en ciències, filosofia i física, com una forma de negació de la ciència.
Els grups de la Terra plana de l'època moderna estan presents des de mitjans del segle XX; alguns adherents són seriosos i altres no. Els que són seriosos sovint estan motivats per la religió o les teories de la conspiració. Mitjançant l'ús de les xarxes socials, les teories de la Terra plana han estat cada cop més adoptades i promogudes per persones no afiliades a grups més grans. Molts creients fan ús de les xarxes socials per difondre les seves opinions.
Moltes cultures antigues podrien haver cregut que la Terra, el Sol, la Lluna, les estrelles i els planetes eren plans, ja que de vegades poden semblar en l'àmbit local. Els grecs van deduir que eren, en canvi, una esfera, i això es va convertir en el consens científic.
Al contrari de la creença popular, la qual es creia generalment que la Terra era plana (terraplanisme) fins fa uns centenars d'anys, L'esfericitat de la Terra ha estat àmpliament acceptada al món occidental almenys des del període hel·lenístic (323 aC-31 aC). No va ser fins al segle XIX que el concepte de Terra plana va ressorgir, a causa de Samuel Birley Rowbotham (1816-1884). Les creences de la Terra plana han tingut un notable ressorgiment recent des del 2015, a causa d'Internet.
L'horitzó i la curvatura del planeta
Qui creu que la Terra és plana afirma que no és possible veure'n la curvatura en mirar cap a l'horitzó. A primera vista no és possible apreciar-la, però la forma en què desapareixen els objectes a la distància (per exemple, els vaixells al mar) diuen el contrari. Si la superfície fos plana els objectes desapareixien sense més ni pus en estar molt lluny, però es pot comprovar perfectament que ho fan com si estiguessin baixant una costa, just com si envoltessin una figura esfèrica i ovalada.
Eclipsis lunars
Si la superfície de la Terra fos plana, l'ombra projectada per un eclipsi seria una línia recta. Al seu lloc, l'ombra sobre la Lluna sempre presenta una forma corba. A més, els diferents tipus d'eclipsi es regeixen per la inclinació de l'òrbita lunar, l'alineació de la Terra i la seva òrbita al voltant del sol. Sempre s'ha dit que per a un terraplanista seria realment complicat explicar-ne un eclipsi.
Els viatges amb avió
Si la Terra fos plana no importaria pas si el viatge d'un punt a un altre es fan en un ordre o en el contrari, ja que la durada del trajecte seria exactament la mateixa. No obstant això, un viatge des d'Espanya fins als Estats Units no ha de tenir la mateixa durada que un des dels Estats Units fins a Espanya. L'explicació és que un vol d'est a oest triga més temps perquè la rotació de la Terra és d'oest a est, igual que la resta de planetes del sistema solar. No hi ha justificació per part dels terraplanistes que expliquin una cosa tan bàsica.
El centre de gravetat de la Terra
El punt de gravetat més gran del planeta està al seu nucli, per la qual cosa els objectes cauen cap a terra sense importar en quin lloc de la Terra ho facin. Si fos una superfície plana, assumint que el centre de gravetat estigués al centre del, els objectes es mourien cap a aquest punt.
Els fusos horaris
És una de les evidències més senzilles de comprendre, ja que si la Terra fos una superfície plana, hauria de ser de nit alhora a diferents llocs. I no és així, lògicament. Quan a Espanya són les 16.00 hores (CEST), al Japó ja és gairebé mitjanit.
Observar Mart, Júpiter i altres planetes
Amb el telescopi adequat i els coneixements pertinents és possible observar altres planetes del sistema solar com Mart o Júpiter. S'aprecien com una esfera (encara que puguin ser cossos ovalats) i si es miren detingudament durant un temps es veu com la superfície canvia, però sense perdre la forma. No seria possible si aquests planetes també fossin plans. Els terraplanistes asseguren que qualsevol imatge així és falsa.